# Homage to Catalonia
Homage to Catalonia (Homenagem à Catalunha (título em Portugal) ou Lutando na Espanha (título no Brasil)), é um relato pessoal de George Orwell sobre a sua experiência e as suas observações na Guerra Civil Espanhola, escrito na primeira pessoa.
A primeira edição foi publicada em 1938 na Inglaterra. A única tradução publicada em vida de Orwell foi em italiano, em dezembro de 1948.  A tradução francesa feita por Yvonne Davet - com quem Orwell correspondeu, comentando sobre sua tradução e fornecendo notas explicativas - em 1938-39, só foi publicada cinco anos depois da morte de Orwell. O livro não foi publicado nos Estados Unidos até fevereiro de 1952, a edição teve um prefácio escrito por Lionel Trilling.

## Visão geral
Para o autor, um socialista democrático e membro do Partido Trabalhista Independente por muitos anos, a obra é uma crítica à política stalinista que, segundo sua ótica, teria traído os princípios da revolução russa de 1917.